# 天主教亞穆蘇克羅教區
天主教亞穆蘇克羅教區 （拉丁語：Dioecesis Yamussukroensis）是科特迪瓦一個羅馬天主教教區，屬布瓦凱總教區。
教區成立於1992年3月6日，位於亞穆蘇克羅省，2004年有教友133,800人（佔轄區總人口12.1%）、十九個堂區、四十八名司鐸。現任教區主教為马切林·亚奥·科阿迪奥。

## 其他聖堂
- 亞穆蘇克羅和平之后大殿